# Burg Niederberg

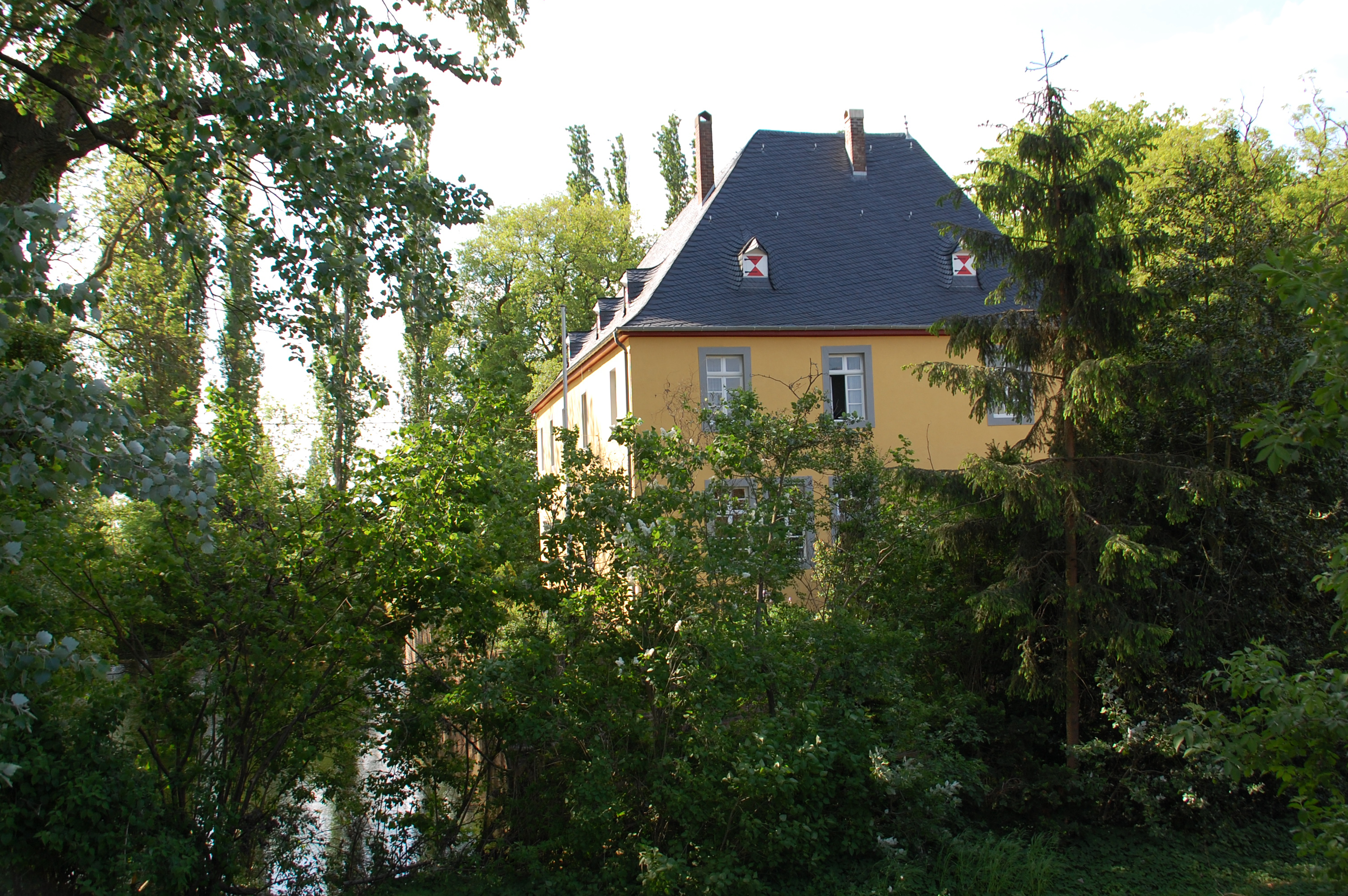
Burg Niederberg

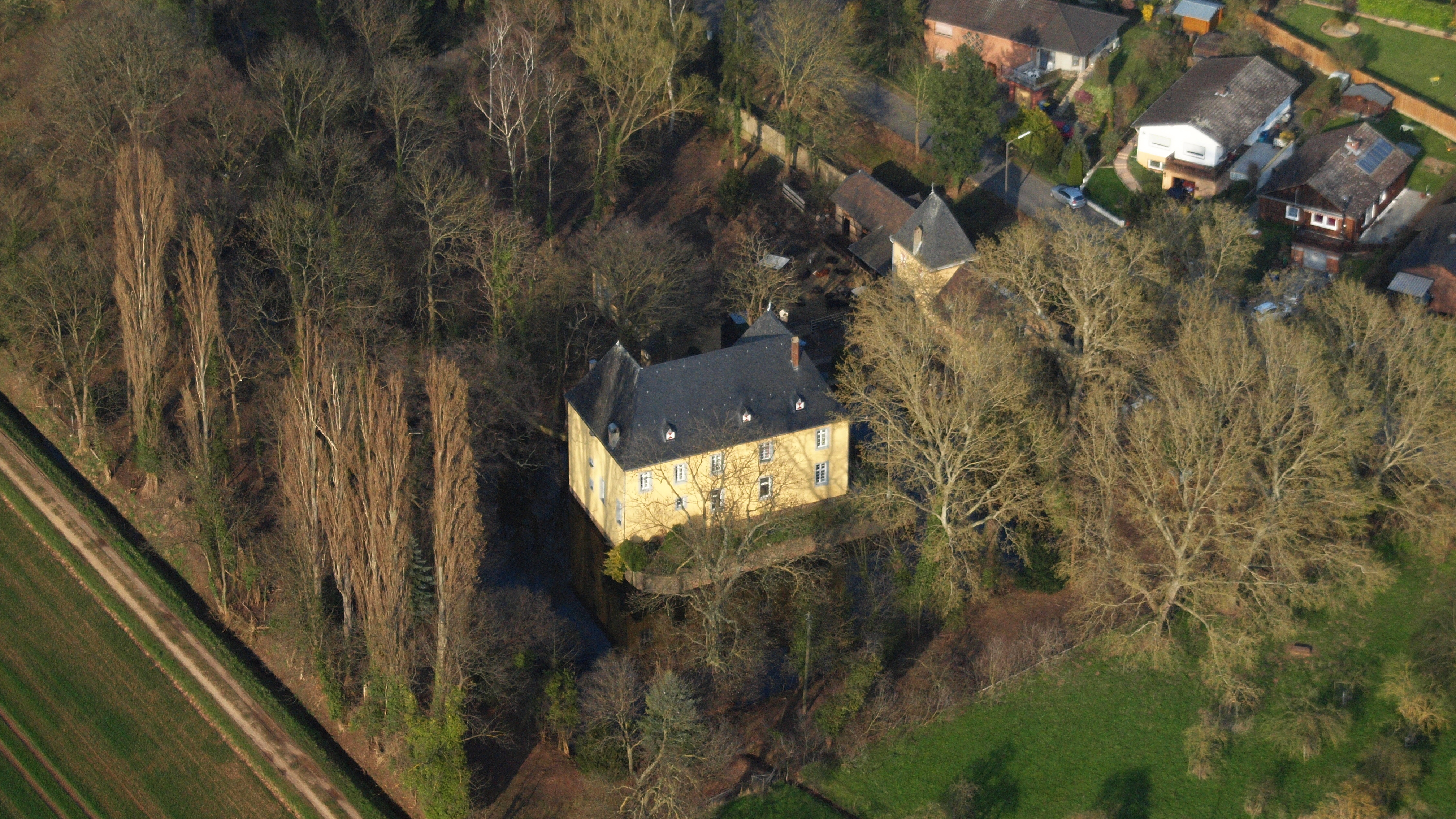
Burg Niederberg, Luftaufnahme (2015)

Die Burg Niederberg liegt im südlichsten Zipfel von Erftstadt am Ausgang des Ortes Niederberg. Die Ursprünge der Wasserburg reichen in das 12./13. Jahrhundert zurück.

## Geschichte
Der Kölner Domdechant besaß in Niederberg eine Grundherrschaft, deren Fronhof Vorgänger der heutigen Burg war. In einer um 1193 entstandenen Aufzeichnung der Einkünfte des Hospitals bei der Margarethenkapelle durch Domdechant Ulrich werden Hof und Schultheiß in Niederberg erstmals genannt. An festgesetzten Tagen im Jahr wurden den Brüdern des Hospitals vom Hof in Niederberg Naturalien und Geld geliefert. Im Jahre 1254 pachtete der Ritter Heinrich genannt Mönch von Domdechant Goswin den Hof zu Niederberg (curtem de Berge propre Vrishem) mit dem Schultheißenamt als Halbwinner. Er musste den Hof mit seiner Familie bewohnen und Gebäude und Gräben in Ordnung halten.
Um 1450 verkaufte Johann von Linzenich die Burg und das dazugehörige Ackerland mit Zustimmung seines Lehnsherrn, des Kölner Domdechanten, an Rembold von Üxheim, dessen Tochter Maria sich 1497 mit Otto von Metternich vermählte. Nach dem Testament des Ehepaares Otto von Metternich/Maria von Üxheim wurde ihr Sohn Gerhard Erbe von Haus Niederberg, der im Jahre 1555 als Schultheiß zu Niederberg genannt wird. Gerhards Witwe Ottilie von Stein erhielt die Einkünfte des Hauses Niederberg als Leibzucht. Nach ihrem Tode wurde 1592 Johann von Metternich Nachfolger seines Onkels Gerhard.
Bei einer Erbteilung im Jahre 1698 war Theresia Catharina von Metternich, Äbtissin des Stiftes Gerresheim, Haus Niederberg zugefallen. Anstelle des einsturzgefährdeten Wohnhauses ließ sie 1710 einen Neubau errichten. Das Holz lieferte der Niederberger Busch, Ziegelsteine wurden vor Ort mit Eschweiler Kohle gebrannt. Hausteine für die Fensterrahmen kamen aus Nideggen, für das Hauptportal wurden sie von Königswinter bis Bonn mit dem Schiff befördert und von dort über Land transportiert. Im Jahre 1739 verkaufte Theresia Catharina von Metternich den landtagsfähigen Adelssitz Niederberg an die Brüder von Quadt zu Buschfeld. Im Jahre 1750 kam Haus Niederberg zusammen mit Haus Buschfeld durch Heirat an die Familie von der Leyen zu Adendorf.
In der Zeit der französischen Verwaltung und in den folgenden Jahrzehnten wurde Burg Niederberg mehrmals verkauft. Seit 1869 gehörte die Burg dem Ehepaar  Gerhard und Anna Maria Wahlen, geb. Tippmann. Bis zum Jahre 1920 befand sich die Burg im Besitz der Familie Wahlen, zuletzt Wilhelm Hugo Wahlen. Zu den wechselnden Besitzern der Burg gehörte auch Anton Guffanti – der Besitzer des Niederberger Gertrudenhofes – und von 1930 bis 1935 Konsul von Fuchs, der das Burghaus außen und innen grundlegend erneuerte. Seit 1936 ist Burg Niederberg im Besitz der Familie Berkenkamp, die zwischen 1950 und 1970 weitere Renovierungen durchführen ließ. Bei den im Jahre 1970 durchgeführten Arbeiten stieß man im Burggraben auf noch erhaltene Eichenpfähle des ersten Burghauses, auf denen auch das heutige steht.

## Heutige Anlage

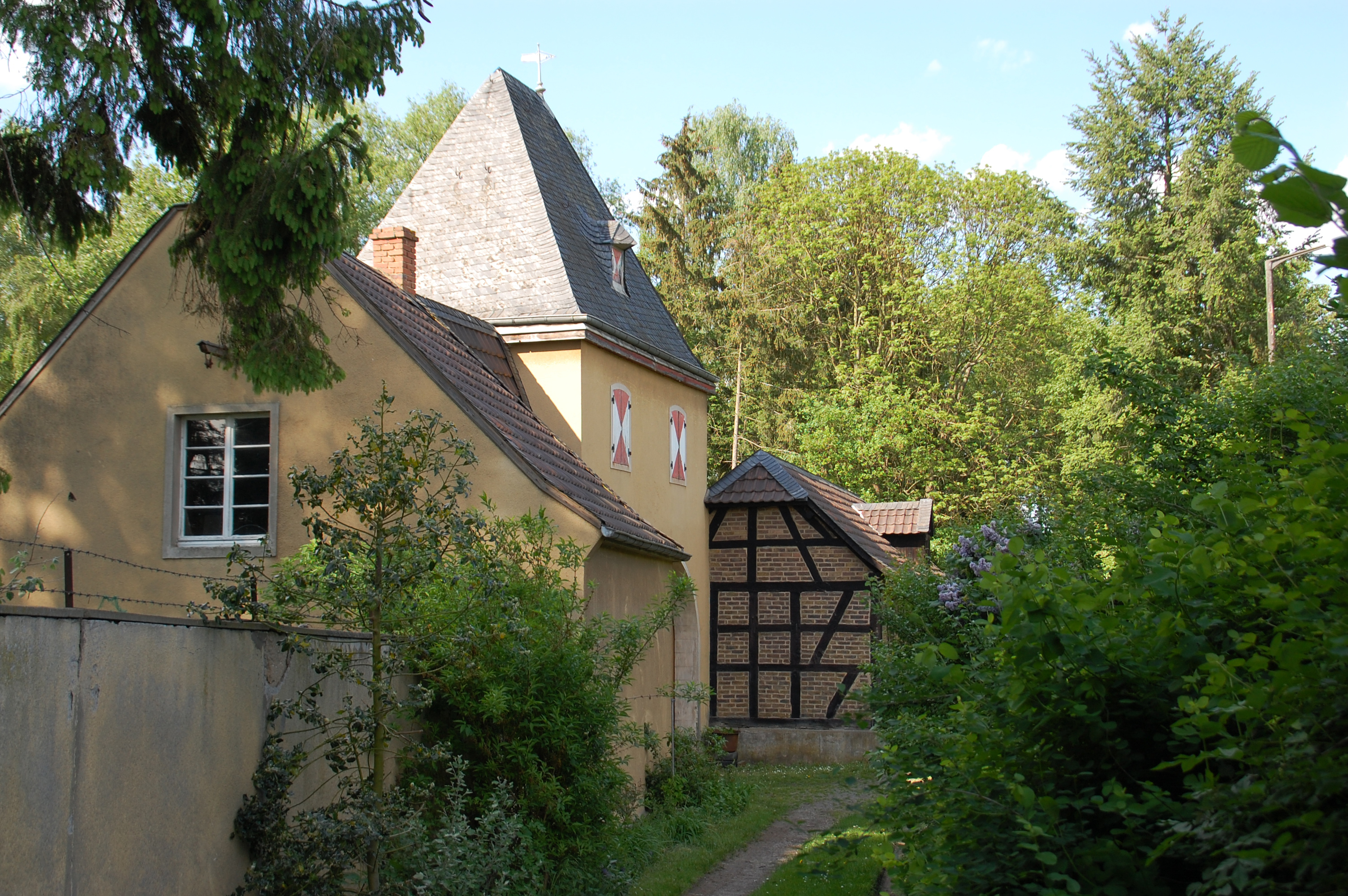
Torhaus und Wirtschaftsgebäude

Von der Straße verläuft ein Privatweg an einer Mauer entlang zum Torhaus, dem Zugang zur etwas tiefer gelegenen Burganlage. Von den rechts und links an das Torhaus anschließenden Gebäuden ist ein Wirtschaftsgebäude in Fachwerkbauweise mit ausgeziegelten Gefachen als Teil der ehemaligen Vorburg erhalten. 
Der Wasserstand in den das Herrenhaus umgebenden Wassergräben wird über eine Schleuse am Rotbach geregelt.
Anstelle einer Zugbrücke führt heute eine Backsteinbrücke zum Eingang des Herrenhauses, einem Barockbau aus dem Jahre 1710. Das zweigeschossige verputzte und in hellen Gelbtönen gefasste Herrenhaus mit Walmdach ist hufeisenförmig angelegt. Die Seitenflügel wurden um 1900 angefügt. 
Im Vorgarten des großen Burggartens sind steinerne Grabkreuze vom alten Niederberger Friedhof aufgestellt.

## Baudenkmal
Die Burg ist unter Nr. 037 am 13. August 1982 in die Denkmalliste der Stadt Erftstadt eingetragen worden. Siehe Liste der Baudenkmäler in Niederberg (Erftstadt).